# ザ・ダンディ・ウォーホルズ
ザ・ダンディ・ウォーホルズ (The Dandy Warhols)は、アメリカ合衆国オレゴン州ポートランド出身のオルタナティブ・ロックバンドである。

## メンバー
- コートニー・テイラー・テイラー (Courtney Taylor-Taylor) ：ヴォーカル、ギター、キーボード (1994年～)
- ピーター・ホルムストローム (Peter Holmström) ：ギター (1994年～)
- ジア・マッケイブ (Zia McCabe) ：キーボード、ベース、ヴォーカル、ハーモニカ (1994年～)
- ブレント・デボア (Brent DeBoer)：ドラム、ヴォーカル (1998年～)

元メンバー
- エリック・ヘドフォード (Eric Hedford)：ドラム (1994年～1998年)

## 来歴
1994年、オレゴン州ポートランドにて、コートニー・テイラー・テイラーとピーター・ホルムストロームにより結成される。程なくしてエリック・ヘドフォードとジア・マッケイブが加わり、ポートランドのバーを中心に活動を開始する。
1995年に、1stアルバム『ダンディズ・ルール・オーケー -Dandys Rules OK-』をポートランドのインディーズレーベル、Tim/Kerrからリリースすると、これがキャピトル・レコードの目に留まり、契約を交わす。
1997年に、2ndアルバム『...ザ・ダンディ・ウォーホルズ・カム・ダウン -...The Dandy Warhols Come Down-』をリリースした。3枚のシングルを出したものの、UKシングルチャートにおいてトップ40入りしただけに留まった。
1998年にヘドフォードが脱退。後任のドラマーに、テイラー・テイラーのいとこのブレント・デボアが加入。
2000年に、3rdアルバム『アーバン・ボヘミア～十三の物語 -Thirteen Tales from Urban Bohemia』をリリースした。このアルバムからシングルカットされた『ボヘミアン・ライク・ユー (Bohemian Like You)』が英国携帯会社VodafoneのCMや、テレビドラマ『バフィー 〜恋する十字架〜』に使用されたこともあり、商業的に成功したアルバムとなった。その年のグラストンベリー・フェスティバルに出演し、それを見てファンになったデヴィッド・ボウイが、自身がキュレーターを務めた2002年のメルトダウン・フェスティバルにバンドを誘った。最終日のアンコールでは、ヴェルヴェット・アンダーグラウンドの『ホワイト・ライト/ホワイト・ヒート』をボウイと共に演奏した。また、その縁もあって、2003年のボウイのツアーの前座を務めた。
2003年に、プロデューサーにデュラン・デュランのニック・ローズを迎え、4thアルバム『モンキー・ハウスへようこそ -Welcome to the Monkey House-』をリリースした。このアルバムからシングルカットされた『ウィー・ユーズド・トゥ・ビー・フレンズ (We Used to Be Friends)』は、テレビドラマ『ヴェロニカ・マーズ』の主題歌に起用された他、テレビドラマ『The O.C.』など様々なテレビドラマやテレビゲームに使用され、バンドの代表曲となった。
2004年に、ブライアン・ジョーンズタウン・マサカー (The Brian Jonestown Massacre)と共にドキュメンタリー映画『Dig!』に出演し、サンダンス映画祭審査員グランプリ・ドキュメンタリー映画部門を受賞した。同年、コンピレーション・アルバム『ザ・ブラック・アルバム／カム・オン・フィール・ザ・ダンディ・ウォーホルズ -The Black Album/Come On Feel The Dandy Warhols-』をリリース。同年公開された映画『9 Songs ナイン・ソングス』に、『ユー・ワー・ザ・ラスト・ハイ (You Were the Last High)』のライブ演奏シーンで登場した。
2005年に、5thアルバム『オディトリウム・オア・ウォーローズ・オブ・マーズ -Odditorium or Warlords of Mars-』をリリースした。このアルバムは地元・ポートランドにあるバンドの所有するスタジオで録音され、そのスタジオはアルバムタイトルから、The Odditoriumと名付けられた。2007年、映画『噂のアゲメンに恋をした! (原題: Good Luck Chuck)』に、書き下ろし曲『Good Luck Chuck』を提供した。
2007年、自主レーベルBeat the World Recordsを設立する。これはキャロライン・レコードのサードパーティー・レーベルである。その翌年、キャピトル・レコードから離脱した。
2008年、6thアルバム『...アース・トゥ・ザ・ダンディ・ウォーホルズ... -...Earth to the Dandy Warhols...-』をリリースした。
2009年、7thアルバム『The Dandy Warhols Are Sound』をリリースした。これは2003年にリリースした、4thアルバム『モンキー・ハウスへようこそ -Welcome to the Monkey House-』のオリジナルミックス盤であり、ミキシングは、ディアンジェロやザ・ルーツなどの仕事で知られるミキシング・エンジニア、ラッセル・エレヴァドが担当した。本来はこれがリリースされるはずだったが、キャピトル・レコード側がこれを見送り、プロデューサーであるニック・ローズがミックスしたものが発売された。このことにメンバーは不満を覚え、レーベルからの離脱後、自主レーベルからオリジナルミックス盤を再発売することを決めた。ただし、2003年盤と曲目が若干異なる。
2010年、キャピトル・レコード在籍期のベスト・アルバム『The Capitol Years 1995-2007』がリリースされた。この年に、Beat the World Recordsはキャロライン・レコードと袖を分かち、翌年からジ・エンド・レコードと契約を結ぶ。
2012年に、8thアルバム『This Machine』をリリースした。
2016年に、9thアルバム『Distortland』をリリースした。Dine Alone Recordsに移籍してから初のアルバムである。
2019年に、10thアルバム『Why You So Crazy』をリリースした。
2020年に、11thアルバム『Tafelmuzik Means More When You're Alone』をリリースした。このアルバムは自主制作作品で、Bandcampでの配信限定でリリースされた。

## ディスコグラフィー
- ダンディズ・ルール・オーケー - Dandys Rule OK (1995)
- ...ザ・ダンディ・ウォーホルズ・カム・ダウン - ...The Dandy Warhols Come Down (1997)
- アーバン・ボヘミア～十三の物語 - Thirteen Tales from Urban Bohemia (2000)
- モンキー・ハウスへようこそ - Welcome to the Monkeyhouse (2003)
- ザ・ブラック・アルバム／カム・オン・フィール・ザ・ダンディ・ウォーホルズ - The Black Album/Come On Feel The Dandy Warhols (2004)
- オディトリウム・オア・ウォーローズ・オブ・マーズ - Odditorium or Warlords of Mars (2005)
- ...アース・トゥ・ザ・ダンディ・ウォーホルズ... - ...Earth to the Dandy Warhols... (2008)
- The Dandy Warhols Are Sound (2009)
- This Machine (2012)
- Distortland (2016)
- Why You So Crazy (2019)
- Tafelmuzik Means More When You're Alone (2020)

※「The Dandy Warhols Are Sound (2009)」以降は日本盤が発売されていないため、英語表記のみ記載